# Định mức khuây khỏa
Định mức khuây khỏa (tựa gốc tiếng Anh: Quantum of Solace) là phần thứ 22 của loạt phim James Bond (hay còn gọi là Điệp viên 007). Phim do EON Productions chính thức phát hành tại Anh Quốc vào ngày 31 tháng 10 năm 2008, tại Ấn Độ ngày 7 tháng 11 và ở Bắc Mỹ ngày 14 tháng 11. Đây là phần nối tiếp của Sòng bạc Hoàng gia sản xuất năm 2006 của đạo diễn Marc Forster, diễn viên Daniel Craig tiếp tục thủ vai James Bond. Hãng bia Heineken là một trong những nhà tài trợ chiếu phim tại Việt Nam.

## Tóm tắt nội dung
Tên phim dựa theo truyện ngắn "Quantum of Solace" trong tập truyện For Your Eyes Only của Ian Fleming, xuất bản năm 1960 mặc dù nội dung phim không hẳn giống với câu chuyện. "Quantum" là tên của một tổ chức khủng bố hư cấu trong tác phẩm này. Tổ chức này đã từng xuất hiện trong Sòng bạc Hoàng gia nhưng không được gọi tên và cũng chỉ có người truyền lệnh là White.
Ở phần này, James Bond phải đi vạch mặt tổ chức bí ẩn này dựa theo manh mối từ White. Đầu tiên, anh ta "bám" Dominic Greene, một tên trùm của Quantum. Greene hóa thân thành một doanh nhân đi quyên tiền cho các tổ chức nghiên cứu, bảo vệ môi trường. Nhân vật này và Vesper Lynd có quan hệ cá nhân.

## Bảng phân vai
- Daniel Craig trong vai James Bond
- Olga Kurylenko trong vai Camille Montes
- Mathieu Amalric trong vai Dominic Greene
- Gemma Arterton trong vai MI6 Agent Strawberry Fields
- Judi Dench trong vai bà M.
- Jeffrey Wright trong vai Felix Leiter
- Giancarlo Giannini trong vai René Mathis